# 영국-마이소르 전쟁

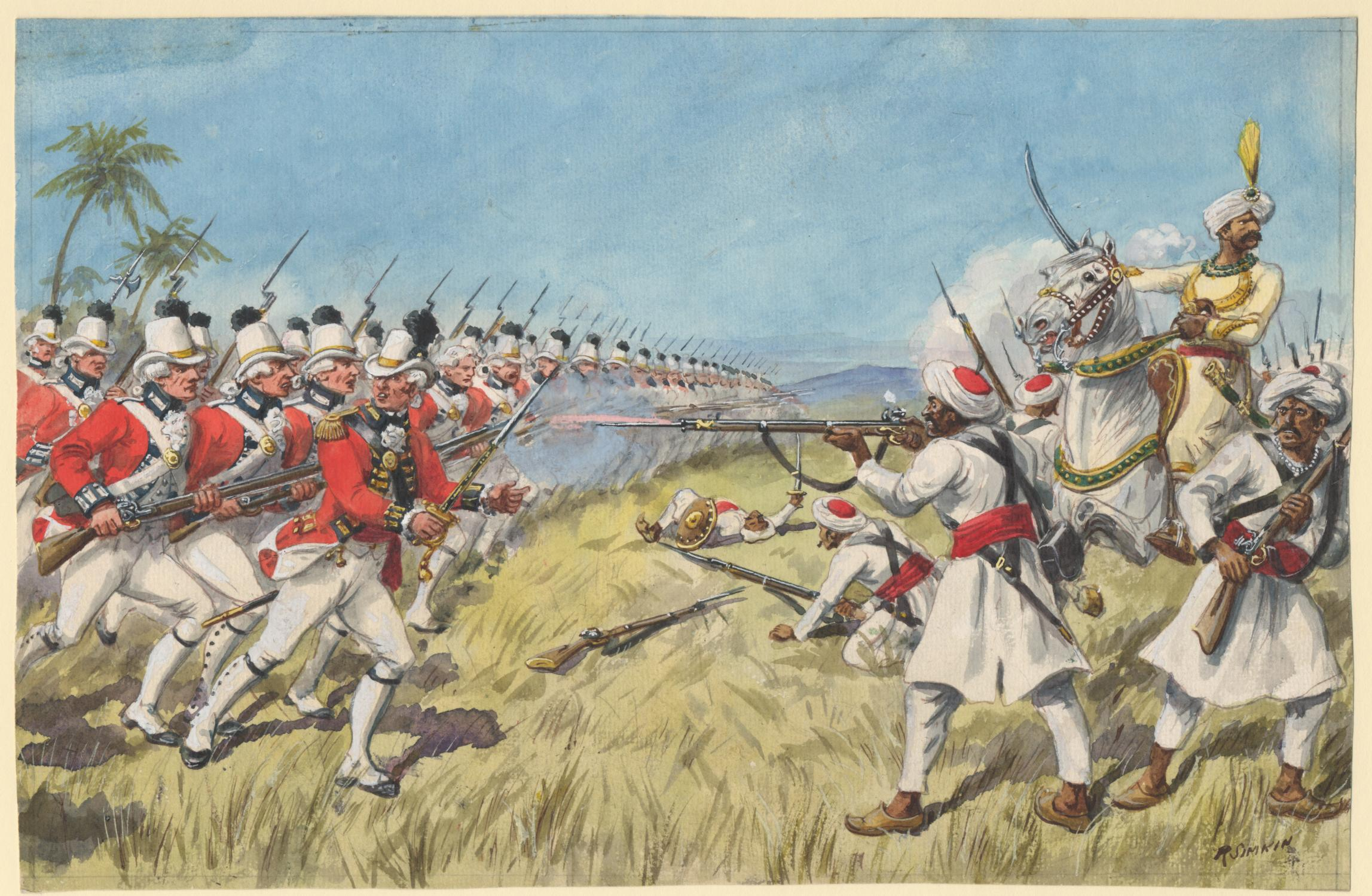

영국-마이소르 전쟁은 18세기 후반에 영국과 마이소르 왕국 사이에 4회에 걸쳐서 일어난 전쟁이다. 영국의 남인도 장악의 결정적 단계가 된 전쟁이다. 1761년 남인도의 마이소르 왕국에서는 이슬람교도의 무장 하이다르 알리가 자립하여 왕위에 올랐다. 하이다르 알리는 정치가로서나 군인으로서 탁월한 수완을 지닌 사람으로서 삽시간에 남인도의 서해안에 강대한 세력을 구축했다. 이러한 상황은 당시에 남인도 지방에 세력을 부식하고 있던 영국을 자극하여 전쟁이 시작되었다. 제1차(1767∼1769), 제2차(1780∼1784) 전쟁에서는 영국측이 불리하게 끝났는데, 제2차 때에는 프랑스가 마이소르측에 가담함으로써, 유럽에 있어서의 영국과 프랑스의 확집(確執)이 인도에 파급했다. 영국은 인도에 있어서의 각 번왕국(藩王國) 사이의 세력 다툼을 교묘히 이용하여 하이다르 알리의 아들 티푸 술탄(Tipu Sultn)에게 제3차(1790∼1792), 제4차(1799)의 전쟁을 도발, 마침내 티푸를 죽이고 남인도에 세력을 확립하였다.